# هارتفورد (فيرمونت)
هارتفورد (بالإنجليزية: Hartford, Vermont)‏ هي بلدة تقع بولاية فيرمونت في الولايات المتحدة. تأسست عام 1761، تبلغ مساحتها 118.9 (كم²)، وترتفع عن سطح البحر 232 م، بلغ عدد سكانها 9952 نسمة في عام 2010 حسب إحصاء مكتب تعداد الولايات المتحدة .

## أعلام
- جورج إدوارد ويلز
- أندرو تريسي
- صموئيل ميلز تريسي
- تشارلز دبليو. بورتر
- ويليام سترونج
- ألبرت ر. هال
- جيمس مارش

## وصلات خارجية
- www.hartford-vt.org
- The US50 - Cities and Towns in Vermont State
- Vermont Cities and Towns, Facts, Map, Flag, Colleges, Government, and More